# Octave Garnier
Pour les articles homonymes, voir Garnier.
Octave Albert Garnier dit « Le Terrassier » (né le 25 décembre 1889 à Fontainebleau et mort le 15 mai 1912 à Nogent-sur-Marne) est un criminel français, membre fondateur de la bande à Bonnot et proche des milieux anarchistes.

## Biographie
Fils d'Élie Germain Garnier, manœuvrier, et de Françoise Anastasie Desmurs.
Très jeune, il commence à travailler en tant que boucher et boulanger. Dès sa 17e année, il commet des larcins qui l'amènent quelques mois en prison. Il écrira plus tard que la prison l'a rendu encore plus rebelle.
Après sa libération, il se mêle de syndicalisme et de politique, puis déçu, il fréquente les milieux anarchistes individualistes.
À la suite de deux emprisonnements successifs (dont un pour agression), Garnier s'enfuit pour la Belgique en 1910 pour se soustraire au service militaire. À l'étranger, il apprend les arts du cambriolage et de la contrefaçon avec des compagnons anarchistes. Il fait la rencontre de Marie Vuillemin (1889-1963) une anarchiste native de Mons en Belgique.
En avril 1911, Garnier et sa partenaire, alias « La Belge », arrivent en France. Fin novembre 1911, au siège du journal L'Anarchie (dirigé et édité par Victor Serge), il fait la connaissance de Jules Bonnot. Plus tard, le couple emménage à Romainville pour vivre avec les  membres de la future bande que sont Raymond Callemin, Jean De Boë et Édouard Carouy ainsi que Victor Serge. Au sein du groupe, les sympathies politiques de Garnier évoluent rapidement vers l'illégalisme. Comme d'autres au sein de la communauté de Romainville, il adopte une « diète scientifique » qui proscrit le sel, l'alcool et la viande en faveur d'une alimentation végétarienne servie avec du riz brun. Il buvait de l'eau.
Résultat d'une scission idéologique au sein de L'Anarchie, Garnier et Vuillemin déménagent pour s'installer à Paris. Il commence à travailler alors comme terrassier. Il participe à des grèves à Chars et Cergy. Travaillant comme cambrioleur pour joindre les deux bouts, il est mécontent de son sort et rêve d'un gros « casse ». C'est à cette période que, s'entretenant avec Callemin, Garnier commence à projeter les activités d'une  clique anarchiste — un groupe qui sera nommé par la presse, d'abord « les bandits tragiques » ou « les bandits en auto » puis plus tard « la bande à Bonnot ».

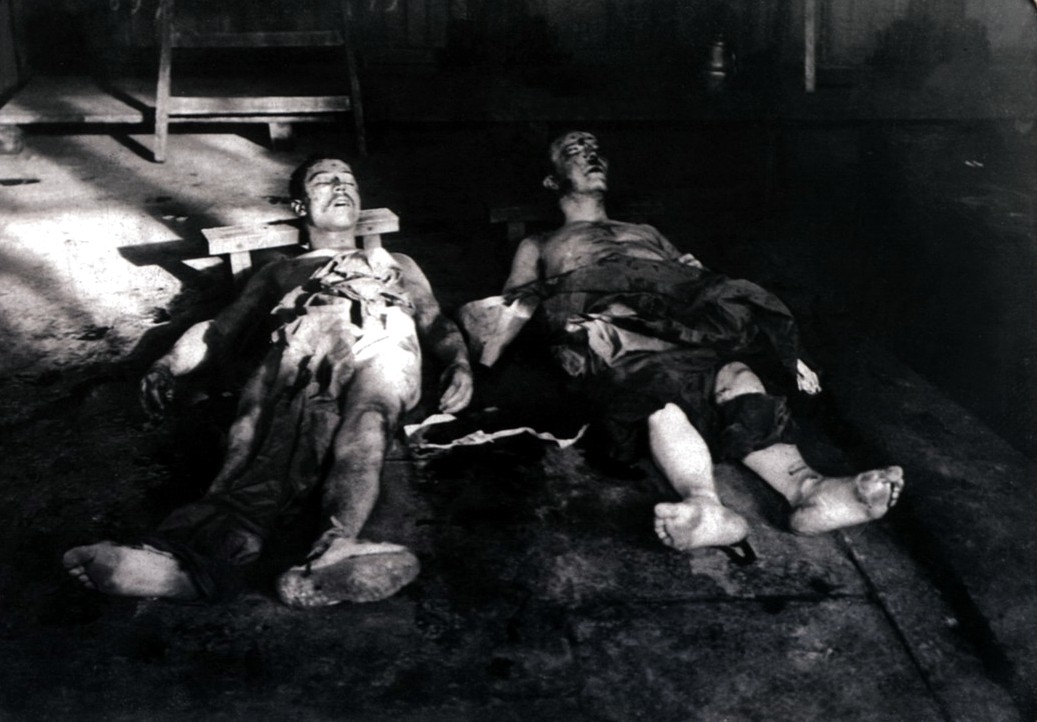
Cadavres de René Valet (à droite) et Octave Garnier (à gauche) le 15 mai 1912 après le siège.

Accompagné de Bonnot et de Callemin, il vole une automobile qu'ils utilisent pour braquer la Société générale, le 21 décembre 1911, où un encaisseur est blessé. La bande à Bonnot constituée, c'est l'engrenage : le 27 février 1912, Garnier tue un agent (qui par coïncidence s'appelle également Garnier) qui tentait de les interpeller pour conduite dangereuse ; un mois plus tard, ce sont deux employés de banque. La presse se déchaîne contre « les bandits en auto ». Après l'arrestation d'André Soudy puis d'Édouard Carouy et de Callemin, Bonnot et Dubois, cernés par la police, résistent mais sont abattus. Armés de sept Browning semi-automatiques de 9 mm et de deux Mausers à canon long, Garnier et René Valet sont à leur tour tués le 14 mai 1912 à Nogent-sur-Marne, au cours de l'assaut de leur repaire (une location) par 50 détectives, 250 agents de police de Paris, des gardes républicains, et 400 zouaves du fort de Nogent. Valet et Garnier brûlent les billets volés qu'ils avaient près d'eux pour une valeur de 10 000 francs.
À minuit, n'en ayant pas terminé avec les bandits, les autorités françaises réussissent à placer 1,5 kilogramme de mélinite dans la maison. Après l'explosion, Garnier, encore en vie, est exécuté d'une balle de 9 millimètres à la tempe droite. Les deux hommes sont enterrés dans des tombes anonymes.
Un mémoire, trouvé par la police sur le corps de Garnier, expliquait ses activités criminelles. Il y citait les raisons pour lesquelles il s'était rebellé, écrivant que c'était parce qu'il n'avait pas voulu vivre cette vie de la société actuelle, parce qu'il n'avait pas voulu attendre et mourir peut-être avant d'avoir vécu, qu'il s'était défendu contre les oppresseurs avec tous les moyens à sa disposition[réf. nécessaire].